# Gynopterus variegatus
Gynopterus variegatus là một loài bọ cánh cứng trong họ Ptinidae. Loài này được Rossi miêu tả khoa học năm 1792.